# 세디유

세디유(¸, 프랑스어: Cédille, 포르투갈어: Cedilha)는 로마자를 쓰는 몇 개의 언어에서, 특정 문자 아래에 붙여 발음이 다르다는 것을 보이기 위해 쓰는 기호이다.

## Ç
모음 e,i,y가 아닌 모음 a,o,u 앞에 오는 c가 [k]가 아닌 [s]로 소리가 날 때 c에 세디유를 붙인다.
알바니아어, 쿠르드어, 튀르키예어, 아제르바이잔어에서는 무성 후치경 파찰음(ʧ)을 나타낸다.

## Ş
튀르키예어, 아제르바이잔어, 투르크멘어, 타타르어, 크리미아타타르어 등 몇 개의 라틴 문자를 쓰는 투르크어족과 터키 공화국의 쿠르드어에서 쓰이는 문자이다. 최초로 이 문자를 쓰기 시작한 터키어에서는 제23자모로, 이름은 '셰'이다.
루마니아어에서는 Ș 대신에 쓰인다.
모든 언어에서 무성 후치경 마찰음([ʃ])을 나타낸다. 아제르바이잔어의 키릴 문자 표기에서는 ш에 해당한다.

## Ļ
Ļ, ļ은 라트비아어의 19번째 문자로서 경구개 설측 접근음( [ʎ] ) 을 나타낸다.

## Ņ
Ņ, ņ은 라트비아어의 22번째 문자로서 경구개 비음( [ɲ] ) 을 나타낸다.

## 세디유와 비슷한 기호
루마니아어에서는 S, T에 세디유와 비슷한 기호(반점)를 붙인 문자(Ș ș Ț ț)를 쓴다. 다만, 컴퓨터 글꼴에 따라서는 세디유를 반점과 똑같이 그리는 경우가 있어, 그 경우는 외관상 구별이 되지 않는다. 유니코드에서는 세디유가 붙은 것이 라틴 확장 A, 반점이 붙은 것이 라틴 확장 B에 있어서 전자 쪽이 취급하기 쉽기 때문에 전자 쪽이 더 많이 쓰인다.

## 이외 글자
- Ḑḑ
- Ģģ
- Ķķ
- Ņņ